# 建元 (東晋)
建元（けんげん）は、東晋の康帝司馬岳の治世に行われた元号。
343年 - 344年。

## 出来事
- 建元元年
  - 正月元日：即日改元。
- 建元2年
  - 閏8月14日：褚裒が都督徐兗青揚州之晋陵呉国諸軍事となり北府軍を領す。
  - 9月26日：康帝崩御。穆帝司馬聃が当年2歳で即位。
- 建元3年
  - 正月4日：「永和」と改元。

## 西暦・干支との対照表
| 建元 | 元年  | 2年   |
| 西暦 | 343年 | 344年 |
| 干支 | 癸卯  | 甲辰  |

## 他元号との対照表
| 建元 | 元年   | 2年    |
| 後趙 | 建武9  | 建武10 |
| 成漢 | 漢興6  | 太和元 |
| 代   | 建国6  | 建国7  |
| 前涼 | 建興31 | 建興32 |